# 天主教蒙彼利埃總教區
天主教蒙彼利埃總教區（拉丁語：Archidioecesis Montis Pessulani (-Lotevensis-Biterrensis-Agathensis-Sancti Pontii Thomeriarum)）是羅馬天主教以法國南部城市蒙彼利埃為中心的一個總教區，下轄四個教區。
總教區於2004年時有教友670,000人（佔轄區總人口67.0%）、166個堂區和348名司鐸。現任總主教為伯多祿-瑪利亞·卡瑞，輔理主教為易瀾·格萊，榮休總主教為谷里·瑪利亞·亞歷山大·托馬佐，榮休輔理主教為高德·阿澤馬。
第一位教區主教參加了589年地區主教的會議，教座於1536年3月27日遷至蒙彼利埃。教區主教在法國大革命期間流亡英國。教區於1801年恢復，2002年9月16日升為總教區。